# 转录调控

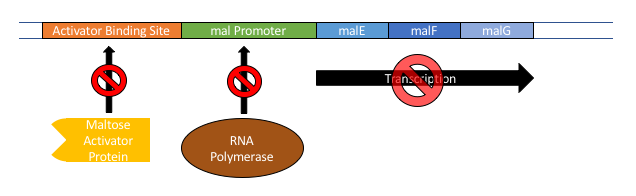
Maltose Operon Without Maltose Present

转录调控（英語：Transcriptional regulation）指通过改变转录速率从而改变基因表达的水準。

## 转录调控
转录调控可以控制转录何时发生以及产生多少RNA。被RNA聚合酶转录的基因可被至少五种机制所调控：
- 特异性因子会改变RNA聚合酶对于特定啟動子或一套启动子识别的特异性，使得RNA聚合酶更多或更少地结合到这些启动子上（如原核转录中用到的σ因子）。
- 阻遏因子会结合到DNA链上的靠近或覆盖启动子区域的那些非编码序列上，阻碍RNA聚合酶顺利进入此链，故阻碍了基因的表达。
- 通用转录因子：这些转录因子将RNA聚合酶安放至编码蛋白序列的起始位置，继而释放聚合酶以转录mRNA。
- 激活因子增强RNA聚合酶与特定啟動子的相互作用，促进基因的表达。激活因子通过增强RNA聚合酶对启动子的吸引而达到此作用，这一机制是通过与RNA聚合酶亚基的相互作用或间接通过改变DNA结构而实现的。
- 增强子是位于DNA螺旋结构上的一些位点，它们通过与激活因子相结合以将DNA弯曲使特定启动子朝向起始复合物。